# Свети Атанасий (Лознани)
„Свети Атанасий“ (на македонска литературна норма: „Свети Атанасиј“) е възрожденска православна църква, главната селска църква на село Лознани, част от Преспанско-Пелагонийската епархия на Македонската православна църква – Охридска архиепископия.

## География
Църквата се намира в крайния източен дял на селото, непосредствено от дясната страна на пътя, който продължава към Новоселани. 

## История и архитектура
Храмът е построен в 1860 година, доизграден в 1900 година. След това е обновен в 1926 година.
Сградата на църквата е с правоъгълна основа с полукръгла апсида от източната страна. В допълнение към западната страна е добавена сграда, чийто вход е разположен от южната страна. Основната сграда на църквата е изградена от варовик и е покрита с керемиди.
В двора на църквата се намират камбанарията, басейн за религиозни обреди и селското гробище. Камбанарията е с квадратна основа, изградена е от тухли и се издига южно от църквата.

## Галерия
- Апсидата на църквата
- Камбанарията
- Басейнът за религиозни обреди
- Селските гробища